# 镇魂街 (网络剧)
《镇魂街》（英語：Rakshasa Street），2017年中国偶像剧。本剧改编自漫画家许辰的同名漫画《镇魂街》，由汪东城、安悦溪领衔主演，于2017年8月2日在优酷视频播出。
注*与动画版的情节有少许改动

## 播出时间

### 首播
| 频道     | 所在地   | 播映日期     | 备注 |
| -------- | -------- | ------------ | ---- |
| 优酷视频 | 中国大陆 | 2017年8月2日 |      |

## 演员列表

### 主要演员
| 演員   | 角色   | 介紹 |
| 汪东城 | 曹焱兵 | 前罗刹街镇魂将，曹玄亮哥哥，曹焱冥儿子 本身为武神躯，体内有7个守护灵，目前出现了4个(许褚，典韦，夏侯惇，夏侯渊) 小时候的守护灵为于禁，但是为了保护他，而牺牲了 武器是十殿阎罗(先民的武器) |
| 安悦溪 | 夏铃   | 寄灵人，因一次意外激活了体内的守护灵 也是因为那场意外正式认识曹焱兵，而后面因鬼符三通(皇甫龙斗)的要求和曹焱兵展开了拯救靈槐树的旅途 守护灵为李轩辕                                        |

### 其他演员
| 演員   | 角色              | 介紹 |
| 侯明昊 | 白净轩            | 情報販子,原為明鏡村的村民一員，背負全村重責大任找到白氏家族的後人重建明鏡村。 |
| 刘钊宏 | 李轩辕            | 为夏玲的守护灵，拥有两个人格(清风化煞)，也是半魔半仙的守护灵 前期因锁心链的关系不能自由出入保护夏玲，后期因救北落师门(白师门)而激发夏玲的灵力，而把锁心链熔断了                                                    |
| 唐国忠 | 北落师门          | 原名为白师门，为白起的后人，无上果的容器(因守护灵吃了无上果的花) 被南御夫利用成为菩提街的镇魂将，后发觉被利用，但是因女儿被要挟，被带回取出无上果，生命垂危之际，被曹焱兵等人带来的白家祖传的纸救回 守护灵为石灵眀 |
| 方楚彤 | 服部半藏          | 紫薇的部下，拥有服部半藏的血脉 |
| 张子文 | 南御夫            | 原雨林街的镇魂将，部下有三位灵将(紫薇，天市，太微(应乘天)) |
| 娄淇   | 鬼符三通/皇甫龙斗 | 天罡龙骑將团长，镇魂街的通缉犯， 守护灵为刑天 也是少数的拥有神武灵的寄灵人 被公认上一代最强镇魂将 |
| 王子铭 | 黑尔坎普          | 王國組織的一員。 |
| 白柳汐 | 紫薇              | |
| 刘泯廷 | 项昆仑            | 被人称之为镇魂街中最强人武灵的寄灵人 守护灵为项羽 武器为霸王枪 |
| 黄天崎 | 曹玄亮            | 现任罗刹街镇魂将，曹焱兵弟弟，守护灵为唐流雨 武器为苦无 |
| 秦亦铭 | 应乘天            | 天罡龙骑士成员之一，化名为太微，潜伏在南御夫身边，南御夫被打败后，把无上果拿回去给皇甫龙斗 |
| 黄甫桀 | 赵信              | 原赏金猎人，后来成为天罡龙骑士一员，鬼符三通(皇甫龙斗)所用 守護靈為張繡 |